# Massimo de Bernart
Massimo de Bernart (Roma, 7 febbraio 1950 – Roma, 1º marzo 2004) è stato un direttore d'orchestra italiano.

## Biografia
Ha studiato pianoforte, composizione e direzione d'orchestra ai conservatori di Venezia, Firenze, Torino, alla Hochschule für Musik di Vienna e all'Accademia Chigiana di Siena con maestri quali Maria Tipo, Gino Gorini, Gian Francesco Malipiero, Roberto Lupi, Hans Swarowsky e Franco Ferrara.
Nel 1967 ha vinto il premio “Viotti” di composizione e nel 1978 la prima edizione del premio internazionale “Vittorio Gui” di direzione d'orchestra bandito dal teatro comunale di Firenze.
Ha insegnato all'Istituto musicale di Livorno e al Conservatorio di Pesaro dal 1974 al 1987; dal 1975 al 1980 è stato assistente di Franco Ferrara e nel 1977 di Bruno Bartoletti e Piero Bellugi all'Accademia Chigiana di Siena.
Inizialmente si è dedicato al repertorio contemporaneo, dirigendo prime esecuzioni assolute di musiche di Sylvano Bussotti (Le Racine, pianobar pour Phèdre), Luigi Dallapiccola, Franco Donatoni, Salvatore Sciarrino, Valentino Bucchi e a quello sinfonico, dirigendo concerti per le Orchestre RAI di Torino, Milano, Roma e Napoli, per Radio France, per Radio Bruxelles e Lussemburgo, per l'Accademia nazionale di Santa Cecilia, per i teatri comunali di Firenze, Genova e Bologna, per l'Orchestra Sinfonica Siciliana di Palermo e il festival Rossiniano di Pesaro.
Dal 1976 ha svolto un'intensa attività lirica, inaugurando le stagioni di teatri come il Massimo di Palermo, La Fenice di Venezia, il San Carlo di Napoli, il Filarmonico” di Verona, il Palestrina di Cagliari, il “Municipal” di Santiago del Chile, il Valli di Reggio Emilia, il Teatro lirico sperimentale Adriano Belli di Spoleto. Ha partecipato ai Festival del Maggio Musicale Fiorentino, di Radio France et Montpellier, di Ravenna, di Martina Franca, al Mascagni di Livorno, allo Sferisterio di Macerata ed al Belcanto Festival di Dordrecht. Nel 1998 ha effettuato una prestigiosa tournée a Tokyo col teatro comunale di Bologna con Cavalleria rusticana di Mascagni e Gianni Schicchi di Puccini avendo nel suo cast Agnes Baltsa, Waltraud Meier, José Cura e Juan Pons; è stato direttore ospite, inoltre, dell'Opera House di Sydney e Melbourne, dei teatri di San Pietroburgo, Mosca e Bilbao, del "Regio" di Torino, dell'Opera di Roma, del "Verdi" di Trieste, del "Regio" di Parma, del Teatro Petruzzelli di Bari, dei teatri comunali di Modena, di Treviso, di Lucca e del Teatro Massimo Vincenzo Bellini di Catania.
Particolarmente attento ai giovani, nel 1987 ha diretto l'Orfeo ed Euridice di Gluck con l'orchestra e il coro del Conservatorio "F. Venezze" di Rovigo nei teatri di Rovigo e di Treviso. 
È stato fondatore e direttore musicale dell'Orchestra giovanile italiana (Siena 1977 e Fiesole 1980) e dell'Orchestra della Toscana (1980); direttore artistico del teatro “Verdi” di Pisa, del “Manzoni” di Pistoia e del teatro olimpico di Vicenza, primo direttore ospite ed assistente del maestro Gianandrea Gavazzeni all'Orchestra “A. Toscanini” di Parma; consigliere, consulente artistico e direttore musicale del teatro dell'Opera Giocosa di Savona  nonché fondatore dell'Orchestra sinfonica di Savona.
Ha riproposto, curandone la revisione, opere rare di Vivaldi (il Farnace, 1982), Cimarosa (Gli Orazii e i Curiazii, 1983), Rossini, Donizetti (L'esule di Roma, la Maria di Rohan e il Torquato Tasso), Manfroce (Ecuba, 1990), Coccia (Caterina di Guisa, 1990), Apolloni (L'ebreo, 1989), Catalani (Edmea), Mascagni e Respighi (Semirama), tutte incise per le etichette Ricordi, Fonit-Cetra, Arkadia, Agorà, Ermitage, Bongiovanni, Fonè, Nuova Era, Aura. Fra le incisioni sinfoniche figurano brani di Martucci, Nino Rota, Casella, Malipiero, Calligaris e le musiche di scena dell'Egmont di Beethoven.
Annoverato fra i direttori di "grande qualità" della sua generazione, è stato autorevolmente definito "un professionista coi fiocchi, capace di sollecitare le orchestre più refrattarie a dare il meglio di sé, espertissimo nel campo operistico, quello più coltivato, ma molto apprezzabile anche in quello sinfonico. È sorprendente che con le sue qualità non abbia raggiunto la notorietà che meriterebbe".
Negli ultimi anni è stato importante interprete soprattutto di opere di Puccini e Mascagni.
Nel gennaio 2004 ha inaugurato il rinnovato teatro Goldoni di Livorno alla presenza del Presidente della Repubblica Carlo Azeglio Ciampi con la sua ultima, memorabile interpretazione della Cavalleria Rusticana di Mascagni.
Il 3 febbraio del 2004 tiene a battesimo in qualità di esecutore di riferimento e rigorosamente sotto la supervisione dell' autore, che aveva scoperto molti anni prima a Roma, la prima esecuzione presso il teatro Romolo Valli di Reggio Emilia del lavoro scenico da annoverare al genere della Kammeroper tedesca dal titolo Wanderer, kommst du nach Spa... di Luc-Marc des Pasquier, basato sull'omonima novella, del 1950, di Heinrich Böll, scrittore tedesco del dopoguerra, premio Nobel nel 1972, molto caro al compositore. De Bernart ne cura l'esecuzione nei minimi dettagli fornitigli dall'autore realizzandone un vero e proprio gioiello di contrasti sonori fortemente ricco di suggestioni dal clima pungente, ora triste, ora felice, nella resa timbrica vocale e strumentale, e caratterizzata da un'accesa vitalità espressiva in nome di un astrattismo impalpabile e da musica delle sfere. Des Pasquier onorerà in seguito il defunto maestro  con altri tre lavori, in corso di composizione.

## Discografia
- Antonio Vivaldi, Il Farnace, Massimo de Bernart, Orchestra Sinfonica di Sanremo - Arkadia/Fonit-Cetra (Genova, 1982) LP e CD
- Domenico Cimarosa, Gli Orazii e i Curiazii, Massimo de Bernart, Orchestra Sinfonica di Sanremo - Bongiovanni (Sanremo, 1983) LP e CD
- Domenico Cimarosa, Le astuzie femminili, Massimo de Bernart, Orchestra del Festival di Martina Franca – Fonit-Cetra (Martina Franca, 1984) LP e CD
- Gioacchino Rossini, Il Turco in Italia, Massimo de Bernart, Orchestra Sinfonica di Sanremo - Bongiovanni (Sanremo, 1984) LP
- Gaetano Donizetti, Torquato Tasso, Massimo de Bernart, Orchestra dell'Opera Giocosa di Genova - Bongiovanni (Savona, 1985) LP e CD
- Gaetano Donizetti, L'esule di Roma, Massimo de Bernart, Orchestra Sinfonica di Piacenza - Bongiovanni (Savona, 1986) LP e CD
- Gaetano Donizetti, Maria di Rohan, Massimo de Bernart, Orchestra Internazionale d'Italia Opera - Nuova Era (Martina Franca, 1988) CD
- Gaetano Donizetti, Lucia di Lammermoor, Massimo de Bernart, Orchestra del Teatro San Carlo di Napoli - Nuova Era (Napoli, 1989) CD
- Giuseppe Apolloni, L'Ebreo, Massimo de Bernart, Orchestra Sinfonica di Sanremo - Bongiovanni (Savona, 1989) CD
- Alfredo Catalani, Edmea, Massimo de Bernart, Orchestra del Teatro del Giglio di Lucca - Bongiovanni (Lucca, 1989) CD
- Carlo Coccia, Caterina di Guisa, Massimo de Bernart, Orchestra Filarmonica Italiana - Bongiovanni (Savona, 1990) CD
- Nicola Antonio Manfroce, Ecuba, Massimo de Bernart, Orchestra Filarmonica Italiana - Bongiovanni (Savona, 1990) CD
- Gioacchino Rossini, Torvaldo e Dorliska, Massimo de Bernart, Orchestra della Svizzera italiana - Arkadia (Lugano, 1992) CD
- Pietro Mascagni, Lodoletta, Massimo de Bernart, Orchestra Camerata strumentale - Foné (Livorno, 1994) CD
- Pietro Mascagni, Guglielmo Ratcliff, Massimo de Bernart, Orchestra del 2° Polo lirico della Toscana - Agorà (Livorno, 1995) CD
- Francesco Paolo Tosti, Romanze, Massimo de Bernart (arrangiamento strumentale), Ernesto Palacio (tenore), Marco Rapattoni (pianoforte) - Arkadia (1993) CD
- Ludwig van Beethoven, Egmont Op. 84. Musik zu Goethe's trauerspiel, Massimo de Bernart, Orchestra I Pomeriggi Musicali, soprano Marisa Vitali - Arkadia (Milano, 1994) CD
- Nino Rota, Sinfonia sopra una Canzone d'amore e Concerto Soirée per pianoforte e orchestra, Massimo de Bernart, Orchestra Sinfonica Siciliana, pianoforte Benedetto Lupo - Nuova Era (Palermo, 1991) CD
- Giuseppe Martucci, Concerti per pianoforte e orchestra, Massimo de Bernart, Orchestre Philharmonique de Montpellier, pianoforte Jeffrey Swann - Arkadia (1991) CD
- Vincenzo Tommasini, Alfredo Casella, Gian Francesco Malipiero, Carlo Pedrotti, Tutti in maschera, Massimo de Bernart, Orchestra Sinfonica dell'Emilia Romagna "Arturo Toscanini", Ermitage 1997 / Aura Classics 1999 (Reggio Emilia, 1993) CD